# آندرس دومیترسکو
آندرس دومیترسکو (انگلیسی: Andres Dumitrescu؛ زادهٔ ۱۱ مارس ۲۰۰۱) بازیکن فوتبال اهل رومانی است.
از باشگاه‌هایی که در آن بازی کرده‌است می‌توان به باشگاه ورزشی سپسی اواس‌کا سفنتو گئورگه و باشگاه فوتبال اسلاویا پراگ اشاره کرد.
وی همچنین در تیم‌های ملی فوتبال زیر ۱۷، ۱۸، ۱۹ و ۲۱ سال رومانی بازی کرده‌است.